# 大阪府道168号石切大阪線
大阪府道168号石切大阪線（おおさかふどう168ごう いしきりおおさかせん）は、大阪府東大阪市から大阪市中央区に至る一般府道である。

## 概要
東大阪市西石切町1丁目から大阪市中央区北浜3丁目に至る。
区間は東大阪市石切神社前交差点から大阪市中央区の淀屋橋交差点までの全長約15 km。車線数は大半の区間で片側1車線の2車線道路であるが、東大阪市の加納団地付近と大阪市都島区の片町橋北詰交差点 - 淀屋橋交差点が片側2車線の4車線道路である。また、多くの区間で寝屋川に沿っている。大阪市鶴見区の徳庵橋 - 城東区の極楽橋が左岸、極楽橋 - 片町橋北詰が寝屋川の右岸を通っている。

### 路線データ
- 起点：東大阪市西石切町1丁目（石切神社前交差点）
- 終点：大阪市中央区北浜3丁目（淀屋橋交差点、国道25号交点）
- 総延長：15 km

## 路線状況

### 通称
- 大阪城線
- 城見通（片町橋北詰 - 片町）
- 土佐堀通（片町 - 淀屋橋）

### 重複区間
- 国道170号旧道・大阪府道20号枚方富田林泉佐野線（東大阪市西石切町1丁目・新石切駅前交差点 / 東山交差点 - 東大阪市中石切町3丁目・芝交差点）
- 大阪府道15号八尾茨木線（東大阪市鴻池徳庵町 - 大阪市鶴見区今津北5丁目・徳庵橋交差点）
- 大阪市道赤川天王寺線（大阪市都島区片町1丁目・片町交差点 - 大阪市都島区片町1丁目・寝屋川橋東詰交差点）

### 道路施設

#### 橋梁
- 芝大橋（恩智川、東大阪市）
- 放出橋（平野川分水路、大阪市城東区）
- 極楽橋（寝屋川、大阪市城東区）
- 寝屋川橋（寝屋川、大阪市都島区 - 大阪市中央区）
- 霞屋橋（東横堀川、大阪市中央区）

## 地理

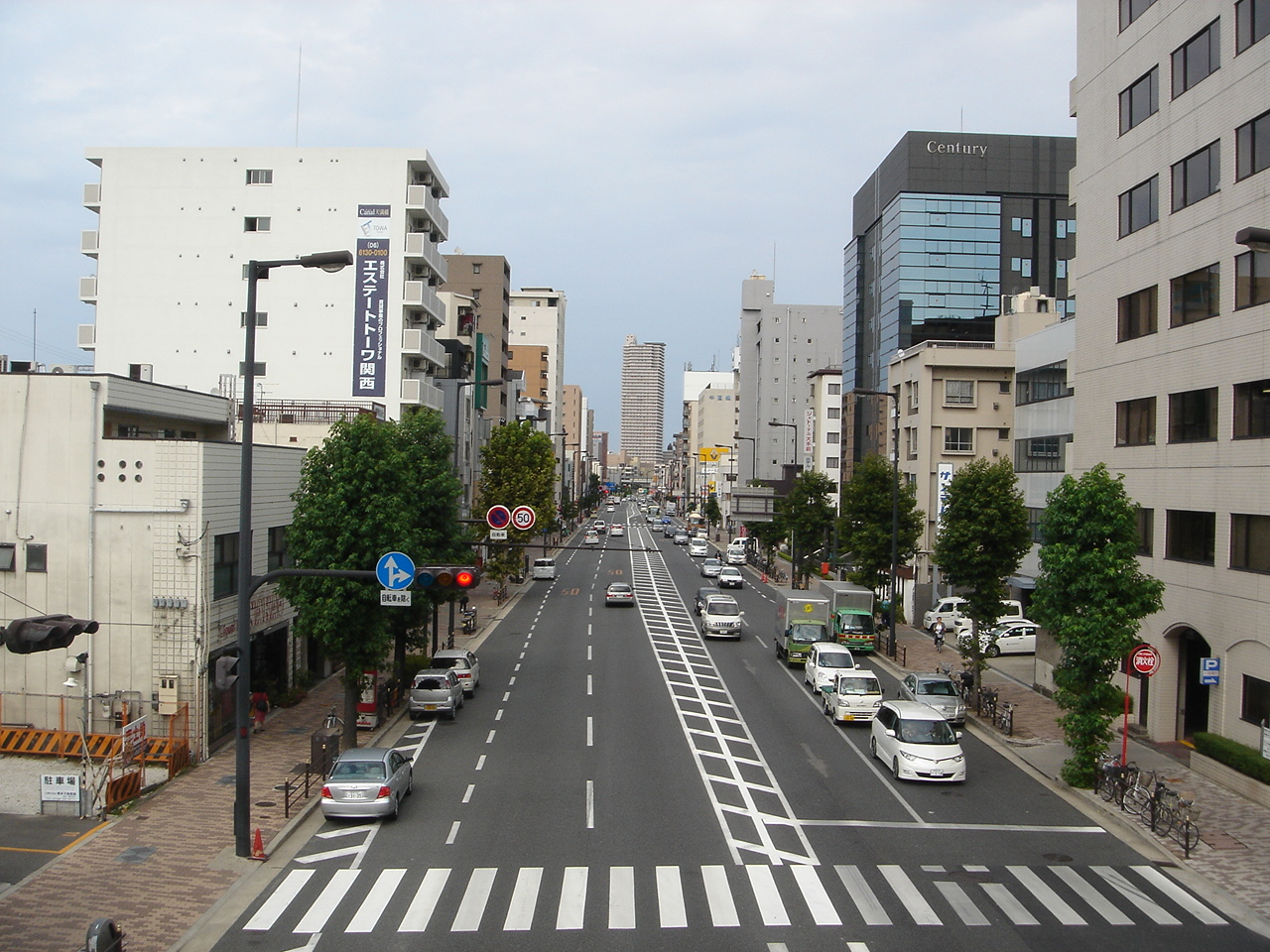
大阪市都島区片町1丁目（2007年7月）

### 通過する自治体
- 大阪府
  - 東大阪市 - 大阪市（鶴見区 - 城東区 - 都島区 - 中央区）

### 交差する道路
| 交差する道路                                                                        | 市町村名 | 市町村名 | 交差する場所  | 交差する場所         |
| ----------------------------------------------------------------------------------- | -------- | -------- | ------------- | -------------------- |
| 国道170号 / 旧道 重複区間起点 国道308号 大阪府道20号枚方富田林泉佐野線 重複区間起点 | 東大阪市 | 東大阪市 | 西石切町1丁目 | 新石切駅前交差点     |
| 国道170号 / 旧道 重複区間起点 国道308号 大阪府道20号枚方富田林泉佐野線 重複区間起点 | 東大阪市 | 東大阪市 | 西石切町1丁目 | 東山交差点           |
| 国道170号 / 旧道 重複区間終点 大阪府道20号枚方富田林泉佐野線 重複区間終点           | 東大阪市 | 東大阪市 | 中石切町3丁目 | 芝交差点             |
| 国道170号 / 大阪外環状線                                                            | 東大阪市 | 東大阪市 | 中石切町3丁目 | 石切陸橋下交差点     |
| 大阪府道21号八尾枚方線                                                              | 東大阪市 | 東大阪市 | 東鴻池町3丁目 | 楠見橋交差点         |
| 大阪府道167号鴻池新田停車場鴻池線                                                   | 東大阪市 | 東大阪市 | 鴻池元町      | 新田橋交差点         |
| 大阪府道2号大阪中央環状線                                                           | 東大阪市 | 東大阪市 | 西鴻池町2丁目 | 河内寺島東交差点     |
| 大阪府道2号大阪中央環状線                                                           | 東大阪市 | 東大阪市 | 西鴻池町2丁目 | 河内寺島西交差点     |
| 大阪府道2号大阪中央環状線 / 旧道                                                    | 東大阪市 | 東大阪市 | 西鴻池町3丁目 | 河内橋本交差点       |
| 大阪府道15号八尾茨木線 重複区間起点                                                 | 東大阪市 | 東大阪市 | 鴻池徳庵町    |                      |
| 大阪府道15号八尾茨木線 重複区間終点                                                 | 大阪市   | 鶴見区   | 今津北5丁目   | 徳庵橋交差点         |
| 大阪府道159号平野守口線                                                             | 大阪市   | 鶴見区   | 放出東1丁目   |                      |
| 国道479号 / 大阪内環状線                                                            | 大阪市   | 鶴見区   | 放出東1丁目   | 寝屋川大橋南詰交差点 |
| 大阪市道大阪環状線 / 今里筋                                                         | 大阪市   | 城東区   | 今福南1丁目   | 新喜多大橋交差点     |
| 大阪市道上新庄生野線                                                                | 大阪市   | 城東区   | 新喜多1丁目   |                      |
| 都市計画道路片町徳庵 / 城見通                                                       | 大阪市   | 都島区   | 片町2丁目     | 片町橋北詰交差点     |
| 大阪市道赤川天王寺線 重複区間起点                                                   | 大阪市   | 都島区   | 片町1丁目     | 片町交差点           |
| 大阪市道赤川天王寺線 重複区間終点                                                   | 大阪市   | 都島区   | 片町1丁目     | 寝屋川橋東詰交差点   |
| 都市計画道路東野田河堀口線 / 上町筋                                                 | 大阪市   | 中央区   | 大手前1丁目   | 京阪東口交差点       |
| 大阪府道30号大阪和泉泉南線 / 谷町筋・天満橋筋                                       | 大阪市   | 中央区   | 大手前1丁目   | 天満橋交差点         |
| 大阪市道天神橋天王寺線 / 天神橋筋・松屋町筋                                         | 大阪市   | 中央区   | 北浜東        | 天神橋交差点         |
| 大阪府道102号恵美須南森町線 / 堺筋                                                  | 大阪市   | 中央区   | 北浜1丁目     | 北浜1交差点          |
| 国道25号 / 御堂筋 国道26号 重複 国道165号 重複                                      | 大阪市   | 中央区   | 北浜3丁目     | 淀屋橋交差点 / 終点  |

### 交差する鉄道
- 片町線
- Osaka Metro今里筋線
- おおさか東線
- Osaka Metro長堀鶴見緑地線
- JR東西線
- Osaka Metro谷町線
- Osaka Metro御堂筋線

### 沿線
東大阪市
- 石切神社
- 近鉄けいはんな線 新石切駅
- 鴻池新田会所
- JR西日本片町線 鴻池新田駅
- 近畿車輛 本社
- 日阪製作所 鴻池事業所

大阪市鶴見区
- 寝屋川

大阪市城東区
- タカラスタンダード 本社・大阪工場
- 大阪市立聖賢小学校
- JR西日本大阪環状線・京阪本線 京橋駅

大阪市都島区
- JR西日本JR東西線 大阪城北詰駅

大阪市中央区
- 日本経済新聞 大阪本社
- テレビ大阪
- 大阪歯科大学天満橋学舎附属病院
- OMMビル（大阪マーチャンダイズ・マートビル）
- Osaka Metro谷町線・京阪本線 天満橋駅
- 京阪シティモール
- 大阪府立労働センター（エル・おおさか）
- 日本郵政グループ大阪ビル
- 大阪大林ビル
- 大阪証券取引所
- Osaka Metro堺筋線・京阪本線 北浜駅
- Osaka Metro御堂筋線・京阪本線 淀屋橋駅
- 中之島